# Doga (jezik)
Doga jezik (Magabara; ISO 639-3: dgg), jezik podskupine are, šire skupine are-taupota, kojim govori oko 200 ljudi (2000 Wurm) na području provincije Milne Bay, točnije na sjevernoj obali Cape Vogela u Papui Novoj Gvineji.
Pripadnici etničke grupe Doga, osobito mlađi naraštaj, poznaje engleski.

## Vanjske poveznice
- Ethnologue (14th)
- Ethnologue (15th)